# Andrea Crisanti (medico)
Andrea Crisanti (Roma, 14 settembre 1954) è un microbiologo, divulgatore scientifico e politico italiano.
È stato professore ordinario di microbiologia all'Università di Padova. Precedentemente è stato lecturer al dipartimento di biologia, poi reader e infine full professor di parassitologia molecolare presso il dipartimento di scienze della vita dell'Imperial College London, in Inghilterra.

## Biografia

### Carriera accademica
Laureato all'Università "La Sapienza" di Roma in medicina e chirurgia con 110 e lode, ha ricoperto il ruolo di borsista post-dottorato presso il Centro per la biologia molecolare (ZMBH) dell'Università Ruprecht Karl di Heidelberg. Dal 1994 è docente di parassitologia molecolare presso l'Imperial College di Londra, diventando professore ordinario nel 2000. Andrea Crisanti è anche professore ordinario di microbiologia all'Università degli Studi di Padova, direttore del centro di genomica funzionale dell'Università degli Studi di Perugia e presidente del gruppo scientifico del programma Marie Curie dell'Unione Europea. Nel 2011 è stato nominato caporedattore della rivista medica Annals of Tropical Medicine and Parasitology, che nel 2012 sotto la sua guida è diventata Pathogens and Global Health.

### Attività di ricerca
Durante la sua carriera come ricercatore ha vinto bandi di finanziamento sia in Italia che nel Regno Unito e negli Stati Uniti, presso diversi enti tra i quali il Wellcome Trust, il Biotechnology and Biological Sciences Research Council, la Commissione Europea, l'agenzia DARPA, la Fondazione Bill e Melinda Gates e il NIH. Fondamentale è stato il suo contributo alla strategia di contenimento delle malattie infettive. Presso l'Imperial College di Londra ha condotto diversi studi sulla specie Anopheles gambiae allo scopo di ridurre la trasmissione della malaria umana; dato che il parassita responsabile della malattia viene trasmesso dalle zanzare femmine, Crisanti ha prodotto zanzare geneticamente modificate che generassero una prole esclusivamente maschile. Questo studio è stato uno dei primi casi in cui è stato possibile bloccare la capacità riproduttiva di un organismo complesso in laboratorio.
Durante la pandemia di COVID-19 in Italia, Crisanti ha condotto uno studio sui cittadini di Vo', comune in provincia di Padova in cui ha avuto luogo uno dei primi due grandi focolai dell'infezione, ed ha scoperto che la maggior parte delle persone infette dal SARS-CoV-2 era in grado di trasmetterlo pur essendone portatrice asintomatica; a seguito di ciò ha fortemente sostenuto la necessità di eseguire tamponi anche su chi non aveva sintomi, in contrasto con le linee guida dell'OMS. Sempre nella primavera del 2020 è stato nominato dalla regione Veneto consulente tecnico. A fine giugno 2020 il pubblico ministero di Bergamo lo nomina consulente speciale sulle indagini delle morti per COVID-19 nelle RSA e nella sanità lombarda. Il 26 marzo 2021 vengono pubblicate le prime conclusioni relative allo studio sulla popolazione di Vo', che suggeriscono una durata degli anticorpi per il COVID-19 di circa 9-10 mesi.

### Attività politica
Alle elezioni politiche anticipate del 2022 si candida al Senato della Repubblica come capolista del Partito Democratico nella circoscrizione Estero, ripartizione Europa e viene eletto con 36.013 voti.
Nonostante sia stato eletto come rappresentante degli italiani residenti in Europa, risulta residente in Italia, a Padova.

### Vita privata
Andrea Crisanti è sposato con Nicoletta e ha un figlio, Giulio; si considera cattolico e ammira papa Francesco e sant'Agostino d'Ippona.

## Riconoscimenti
- Sigillo della città di Padova[13][14] (2020)